# 横浜流星
横浜 流星（よこはま りゅうせい、1996年〈平成8年〉9月16日 - ）は、日本の俳優。本名同じ。神奈川県横浜市出身。
スターダストプロモーション制作2部所属。公式ファンクラブは「Étoile Filante」。

## 来歴
小学校6年生のとき、家族と一緒に初めて行った原宿でスカウトされ、スターダストプロモーションに所属する。同事務所の男性タレント集団EBiDANの元メンバーである。
初仕事は学習塾「栄光ゼミナール」のCM出演。ファッション雑誌『ニコプチ』のメンズモデルを務め、公開オーディションを経て2011年よりその姉妹誌『nicola』のメンズモデルを務めた。メンモ人気投票1位を獲得し、メンモとして初の誌上連載を持った。
2012年1月、『仮面ライダーフォーゼ』（テレビ朝日）にてテレビドラマ初出演。吉沢亮演じる朔田流星 / 仮面ライダーメテオの親友役を好演した。同年10月、オフィシャルブログ「shooting star」を開設。
2013年4月、『リアル鬼ごっこ THE ORIGIN』にてテレビドラマ初レギュラー出演となった。
2014年2月から2015年2月に放送された、『烈車戦隊トッキュウジャー』にてヒカリ / トッキュウ4号役で出演し、注目を浴びた。
2015年9月、舞台『武士白虎 もののふ白き虎』で初主演。同年3月、『nicola』のメンズモデルを卒業。
「戦隊シリーズが終わって、この世界で生きていこうと決めたんですけど、1年間くらいまったく仕事がなくて。オーディションで落ちるたびに人生の選択を間違えたのかと悩んだり、自分がやるべきことを見失って迷走していた時期がありました。」
2016年4月、オムニバス形式の映画『シュウカツ』における第二話「二次面接・拡散」で映画初主演。同年6月23日、Instagramを開設。
2017年1月、「GReeeeN映画プロジェクト」の第1弾映画『キセキ -あの日のソビト-』で演じたグリーンボーイズ名義でCDデビュー。2019年1月公開の同プロジェクト第2弾映画『愛唄 -約束のナクヒト-』では単独主演を務めた。
2018年6月、配信限定シングル「今日もいい天気 feat.Rover（ベリーグッドマン）」でソロデビュー、10月にシングル「今日もいい天気 feat.Rover（ベリーグッドマン）/未完成」でCDデビュー。収録曲「未完成」では作詞にも初挑戦した。
2019年1月、火曜ドラマ『初めて恋をした日に読む話』（TBSテレビ）でプライムタイムの連ドラに初出演。不良だが根は真面目で純粋、ピンク色の髪が印象的な“ユリユリ”こと由利匡平を好演し注目される。同作で「第100回ザテレビジョンドラマアカデミー賞 助演男優賞」「東京ドラマアウォード2019 助演男優賞」などを受賞。Instagramのフォロワー数は『初めて恋をした日に読む話』の放送をきっかけに約50万人増加し、同時期に発売される写真集『流麗』は発売前に重版が決定した。
同年6月、情報番組『ZIP!』（日本テレビ）の金曜パーソナリティーを務めた。鍛えた体で表紙を飾る雑誌『anan』2154号が、発売を前にネット書店で予約開始と同時に品切れ、完売店が続出していた。6月末から、『あなたの番です-反撃編-』『4分間のマリーゴールド』『シロでもクロでもない世界で、パンダは笑う。』と3クール連続でドラマ出演。『シロでもクロでもない世界で、パンダは笑う。』で初めてプライムタイム連ドラの主演を務めた。
2020年1月、主演映画『愛唄 -約束のナクヒト-』『チア男子!!』『いなくなれ、群青』での演技が評価され、「第43回日本アカデミー賞 新人俳優賞」を受賞。同年8月、水曜ドラマ『私たちはどうかしている』で主演を務めた。Instagramのフォロワー数が200万人突破。
2021年9月、25歳の誕生日に同時発売されたパーソナルブック『流々自適』と写真集『流跡』が、オリコン週間BOOK「写真集」ランキングで1位と2位を獲得。
2022年2月公開の映画『嘘喰い』で斑目貘役として単独主演を務める。役作りのために、髪を銀色に染めた。同年6月10日、オフィシャルブログ「shooting star」を閉鎖。6月16日、ファンクラブ開設および自身初のバースデーイベント開催を発表。8月16日、横浜流星FC「Étoile Filante」をプレオープン、その後自身の26歳の誕生日である9月16日にグランドオープン。
2023年2月16日、横浜流星公式LINEアカウントを開設。同年6月、ボクシングプロテストに合格した。8月公開の主演映画『春に散る』の役作りの一環。11月28日、主演映画『ヴィレッジ』『春に散る』での演技が評価され、「第48回報知映画賞 主演男優賞」を受賞。
2025年のNHK大河ドラマ『べらぼう〜蔦重栄華乃夢噺〜』で、主人公の蔦屋重三郎を演じる。大河ドラマ初出演にして初主演。同年3月14日、第48回日本アカデミー賞で最優秀主演男優賞を受賞。

## 人物
- 身長174cm[8]。足のサイズは27cm - 27.5cm[1]。
- 父は大工[39]。1歳下の弟がいる[40]。弟はプロボクサーの横浜海斗[41]。
- 尊敬している役者に三浦友和、綾野剛、山田孝之の名前を挙げている[42][43][44][45]。
- 女優の飯豊まりえは幼馴染であり友人。飯豊は横浜について「（横浜が飯豊よりも）一つ年上だから、私にとって兄みたいな存在なんです。なんでも言い合えて、信用できる。こんな男性は周りになかなかいないので、貴重な存在です」と話している[46]。
- しばしば話題にも挙がるクルンと上向きの長いまつげは生まれつきである[47]。
- 「横浜」という名字は本名であり横浜市生まれでもあるが、自身が横浜市で過ごしたのは生後数か月間である[6]。それから埼玉県に転居して育つ。また、その名前から、横浜市に本拠地を置くプロ野球球団・横浜DeNAベイスターズが連想されるため、オーディションでは「『ベイスターズ好きなの?』って絶対聞かれた」という。しかし実際には、両親ともに野球には全く興味がなく、「流星」と名付けられたのは「何か自信を持って輝いてほしい」「生まれた瞬間に流れ星が流れた」といった理由からである[48]。
- ドラマ『DCU』（TBSテレビ）のダイバー役のために、撮影に先立ってスキューバダイビングのライセンスを取得した[49]。

### 特技・趣味・嗜好
- 特技は極真空手（初段、極真会館松井派）[注釈 4]であり、中学3年生の時に世界大会「2011年 第7回国際青少年空手道選手権大会 13・14歳男子-55kgの部」で優勝し、世界一に輝いた経歴を持つ[50][51]。高校1年生の時にも、「2012年 第8回国際青少年空手道選手権大会 15歳男子-65kgの部」で3位を獲得した[52]。
- 中学時代は芸能活動より極真空手を優先しており[2]、そのために事務所加入当初も新人が受けるレッスンにあまり行っていなかったと明かしている[6]。
- 2022年4月、映画『春に散る』の役作りのためボクシングを始め、2023年6月、プロテスト（日本ボクシングコミッション（JBC）のC級（4回戦））に合格した[53][54]。
- 好きな女性のタイプは包容力があって気が強すぎない人[55]。
- 好きな色は紫と黒。私物にも紫色が多いと公言されている[55]。
- 好きな言葉は「継続は力なり」[55]。
- 好きな食べ物は激辛ラーメン、肉[56]、焼き芋[57]。
- 好きなキャラクターはカービィ[58]。『きみの瞳が問いかけている』で共演の吉高由里子からカービィのぬいぐるみをプレゼントされた[57]。
- 趣味は音楽鑑賞[4]。amazarashi、yama、ケシャを好きなアーティストに挙げている[59][60][61]。
- 「極力僕は家にいるので」と語るほどのインドア派で[62]、その理由として「誰にも気を遣わず自分の好きなことを好きな時間にできるから。自分は悩みとかを人に相談しないタイプだから、自分の部屋にいるときの自分を見つめ直す時間や向き合う時間を大切にしています。だから家にいる時間も多くなる」と説明している[63]。また瞑想みたいな感じで、精神統一して家の壁を見ることが好きだという[64][65]。

### 『烈車戦隊トッキュウジャー』でのエピソード
- 出演決定後に演じるヒカリはけん玉が得意であるという設定を聞き、けん玉を練習してから撮影に臨んだ[66]。役作りにあたっては、キャラクターに合わせて日常でも一歩引いて物事を見るようにし、当初は人間味を出せなかったが、だんだんと役にリンクできるようになったと語っている[66]。
- アフレコでは、空手の経験から戦闘シーンで掛け声を出すことに違和感を感じてしまい、うまくいかなかったという[66]。
- 第33話（第33駅）は横浜の要望により空手を題材としたエピソードとなった[66]。天才型と努力家とを対比させたテーマには、自身の経験から共感できたという[66]。
- アクション監督の福沢博文やトッキュウ4号のスーツアクターを務めた竹内康博は横浜のアクションの力量を評価している[67]。また竹内は、横浜はアクションをやりたがっており、他のメンバーが吹き替えスタントを立てているシーンでも飛び降りなどの危険なものを除き横浜が自らアクションをやっていたことを証言している[68]。
- 2025年7月8日、YouTubeチャンネル「東映特撮YouTube　office」にて戦隊シリーズ50作品目記念作品『ナンバーワン戦隊ゴジュウジャー』の劇場版作品『ナンバーワン戦隊ゴジュウジャー　復活のテガソード』の公開を記念して、歴代のスーパー戦隊シリーズのキャストの応援コメントが公開される企画に参加しコメントを残した。[69]

### 役者としての魅力
- 有賀聡プロデューサー（初めて恋をした日に読む話）
  - 「役の理解がものすごい深かったです[70]。由利匡平役はオーディションだったのですが、横浜くんは満場一致でした。キャラクターのハマり具合はもちろん、台本の読解力が際立っていて、実際に現場が始まってからも年上の共演者に混じって遜色ない芝居をしてくれています。何より彼はとても真面目でがんばり屋[71]。」
- 三木孝浩監督（きみの瞳が問いかけている）
  - 「目の芝居が良い[72]。表情の豊かさがあります。内に秘めたものがあるキャラクターを演じられる彼だからこそ、あのラストにたどり着けたと思っています[73]。自分の内側の感情を揺らして芝居の起伏を作っていて、それがとっても素晴らしく、流星くんの魅力に繋がってる[74]。」
  - 「作った感情じゃなくて、現場で本当に生まれてくる感情を見せてくれるんです。自分の心の根っこにある部分を動かして、それを表情に出す、ということがものすごい瞬発力で出来る[75][76]。」「1本、1本にかける集中力がすごくて、鬼気迫るものがありました[77]。」
- 中田秀夫監督（嘘喰い）
  - 「映画『嘘喰い』で横浜くんとご一緒して強く感じたことは、彼が斑目貘という稀代のギャンブラーに『成り切る』というより、自然体でいる横浜くんと斑目貘がいつの間にかスーッと一体化していたように思う。彼の持つ魅力、ズバリ『スタア性』だと思った[78]。」
- 藤井道人監督（青の帰り道・DIVOC-12）
  - 「日に日に変化している。色っぽくもなっているし、芝居でもどんどん違う顔をするようになってきていて、色々な作品で培ったものを一つ一つ自分のモノにしている。擬態できる俳優に成長していって皆が知ってくれることがとても誇らしいです[79]。」
  - 「作品に尽くすすごさがある。『監督がここを目指している』という要求を100で返そうとする[80]。自分がどう映りたいか、どう演じたいかではなく、作品をいいものにするために、ずっと現場に立ち続ける俳優になってきた。役をきちんと意識できる、いい役者になった[81]。」
- 風間太樹監督（チア男子!!）
  - 「作品ごとに切り替えて没入して、演じることができる。芯を持ち続けていて、振り幅がすごい。声も魅力的です[79][82]。」「彼は作品に没入するタイプだと思っているので、本当に役として生きていたという感じが出ていました[83]。」
- 柳明菜監督（いなくなれ、群青）
  - 「横浜さんの中で常に空気や感情を作り込んでいるのを感じました[84]。ふと出す表情が、私の想像を超えていることが多々あった。『この方、どれだけの顔があるのか』と。表情や声など、分かりやすいところでも七変化する役者ですが、役ごとに空気まで変えられる[85]。」
  - 「“気”をものすごく強く持っている方。それは殺気だったり、すごく和やかな空気だったりしますが、横浜さんはそういう“気”を使って演じることができる役者です[86]。」

## 出演
- 太字は主演。

### テレビドラマ
- 仮面ライダーフォーゼ 第17話・第18話・第20話・第28話・第29話・第32話（2012年1月8日・15日・29日・3月25日・4月1日・22日、テレビ朝日） - 井石二郎 役[11]
- リアル鬼ごっこ THE ORIGIN（2013年4月10日 - 6月26日、テレビ埼玉・テレビ神奈川・千葉テレビ） - 佐藤洋 役[87]
- 放課後グルーヴ（2013年4月22日 - 6月24日、TBSテレビ） - 羽賀太郎 役[88]
- 烈車戦隊トッキュウジャー（2014年2月16日 - 2015年2月15日、テレビ朝日） - ヒカリ / トッキュウ4号 役[13]
  - 烈車戦隊トッキュウジャーVS仮面ライダー鎧武 春休み合体スペシャル（2014年3月30日、テレビ朝日）
- JKは雪女（2015年9月28日 - 10月19日、毎日放送・TBS） - 安藤玲 役[89]
- でぶせん（2016年8月21日 - 10月2日、日本テレビ） - 義志沢月人 役
- 潜入捜査アイドル・刑事ダンス（2016年10月8日 - 12月25日、テレビ東京） - 堺章吉（ショウ）役[90]
- 怪獣倶楽部〜空想特撮青春記〜（2017年6月5日 - 26日、毎日放送・TBSテレビ） - カツオ 役[91]
- 兄友（2018年3月26日 - 4月16日、毎日放送・TBSテレビ） - 西野壮太 役[92]
- 彼氏をローンで買いました（2018年8月10日 - 9月28日、フジテレビ） - 刹那ジュン 役[93]
- 初めて恋をした日に読む話（2019年1月15日 - 3月19日、TBSテレビ） - 由利匡平 役[25][94]
- あなたの番です -反撃編-（2019年6月30日 - 9月8日、日本テレビ） - 二階堂忍 役[95]
  - 劇場版公開記念!「あなたの番です」完全新撮スペシャル!（2021年12月10日、日本テレビ） - 二階堂忍 役
- 4分間のマリーゴールド（2019年10月11日 - 12月13日、TBSテレビ） - 花巻藍 役[96]
- シロでもクロでもない世界で、パンダは笑う。（2020年1月12日 - 3月15日、読売テレビ・日本テレビ） - 森島直輝 役[注釈 2][97][98]
- 私たちはどうかしている（2020年8月12日 - 9月30日、日本テレビ） - 高月椿 役[注釈 3][99]
- 着飾る恋には理由があって（2021年4月20日 - 6月22日、TBSテレビ） - 藤野駿 役[100]
- DCU〜手錠を持ったダイバー〜（2022年1月16日 - 3月20日、TBSテレビ） - 瀬能陽生 役[49]
- オールドルーキー 第1話・最終話（2022年6月26日・9月4日、TBSテレビ） - 矢崎十志也 役[101]
- インフォーマ 第5話・第6話・第7話・第9話 -（2023年2月16日・23日・3月2日・16日、関西テレビ）- 河村愛之介 役[102]
- 大河ドラマ べらぼう〜蔦重栄華乃夢噺〜（2025年1月5日 - 、NHK総合） - 蔦屋重三郎 役[103][104]

### 配信ドラマ
- シークレットガールズ 第1話（2011年7月15日、見参楽） - 生徒 役[105]
- 育成シミュレーションMovie・キャラフルSTARS（2014年1月10日 - 2月14日、スマートボーイズ） - 呉竹香墨 役[106]
- でぶせん（2016年8月20日 - 10月1日、Hulu） - 義志沢月人 役[107]
- 潜入捜査アイドル・刑事ダンス スピンオフ（2016年10月8日 - 12月3日、Amazon Prime Video） - 堺章吉（ショウ）役
- しろときいろ〜ハワイと私のパンケーキ物語〜[108]（2018年2月28日 - 4月3日、Amazon Prime Video） - 光山涼介 役[109]
- 彼氏をローンで買いました（2018年3月9日 - 4月2日、dTV・FOD） - 刹那ジュン 役[110]
- あなたの番です「扉の向こう」第15話 304号室（2019年8月4日、Hulu） - 二階堂忍 役
- シロでもクロでもない世界で、パンダは笑う。 - 森島直輝 役[注釈 2]
  - チェインストーリー（2020年1月12日 - 3月8日、Hulu・GYAO!）[111]
  - シロでもクロでもない世界で、それでもパンダは笑わない。（2020年3月15日・22日、Hulu）[112]
- 着飾らない恋には理由があって 第7話（2021年6月22日、Paravi） - 藤野駿 役
- 新聞記者（2022年1月13日、Netflix） - 木下亮 役[113]
- インフォーマ 第5話・第6話・第7話・第9話 -（先行配信：2023年2月9日・16日・23日・3月9日、Netflix）- 河村愛之介 役
- わかっていても the shapes of love（2024年12月9日 - 30日、ABEMA・Netflix） - 香坂漣 役[114][115]

### 映画
- ジョーカーゲーム（2012年12月22日、AMGエンタテインメント） - 速水武彦 役[116]
- 中学生円山（2013年5月18日、東映） - 船木 役[117]
- 烈車戦隊トッキュウジャー（東映） - ヒカリ / トッキュウ4号 役
  - 獣電戦隊キョウリュウジャーVSゴーバスターズ 恐竜大決戦! さらば永遠の友よ（2014年1月18日）
  - 平成ライダー対昭和ライダー 仮面ライダー大戦 feat.スーパー戦隊（2014年3月29日）
  - 烈車戦隊トッキュウジャー THE MOVIE ギャラクシーラインSOS（2014年7月19日）
  - 烈車戦隊トッキュウジャーVSキョウリュウジャー THE MOVIE（2015年1月17日）
  - 手裏剣戦隊ニンニンジャーVSトッキュウジャー THE MOVIE 忍者・イン・ワンダーランド（2016年1月23日）
- 鷲と鷹（2014年5月24日、ユナイテッドエンタテインメント） - 鷲尾誠司（幼少期）役
- シュウカツ「二次面接・拡散」[118]（2016年4月2日、ノースシーケーワイ） - カシワバラタツヤ 役[119]
- オオカミ少女と黒王子（2016年5月28日、ワーナー・ブラザース） - 日比谷健 役[120]
- 全員、片想い「イブの贈り物」（2016年7月2日、東映） - 吉成穣 役[注釈 5][121][122]
- ホラーの天使（2016年11月26日、KATSU-do） - 俳優 役
- キセキ -あの日のソビト-（2017年1月28日、東映） - navi 役[123]
- 天使のいる図書館（2017年2月18日、ユナイテッドエンタテインメント） - 芦高幸介 役[124]
- honey（2018年3月31日、東映 / ショウゲート） - 三咲渉 役[125]
- 兄友（2018年5月26日、T-JOY） - 西野壮太 役[126]
- 虹色デイズ（2018年7月6日、松竹） - 片倉恵一 役[注釈 6][127]
- 青の帰り道（2018年12月7日、NexTone） - リョウ 役[128]
- 愛唄 -約束のナクヒト-（2019年1月25日、東映） - 野宮透 役[22]
- L❤︎DK ひとつ屋根の下、「スキ」がふたつ。 （2019年3月21日、東映） - 久我山玲苑 役[129]
- チア男子!!（2019年5月10日、バンダイナムコアーツ / ポニーキャニオン） - 坂東晴希 役[注釈 7][130]
- いなくなれ、群青（2019年9月6日、KADOKAWA / エイベックス・ピクチャーズ） - 七草 役[131]
- きみの瞳が問いかけている （2020年10月23日、ギャガ） - 篠崎塁 役[注釈 8][132]
- DIVOC-12「名もなき一篇・アンナ」（2021年10月1日、ソニー・ピクチャーズ） - 男 役[133]
- あなたの番です 劇場版（2021年12月10日、東宝） - 二階堂忍 役[134]
- 嘘喰い（2022年2月11日、ワーナー・ブラザース） - 斑目貘 役[33]
- 流浪の月（2022年5月13日、ギャガ） - 中瀬亮 役[135]
- アキラとあきら（2022年8月26日、東宝） - 階堂彬 役[注釈 9][136][137]
- 線は、僕を描く（2022年10月21日、東宝） - 青山霜介 役[138]
- ヴィレッジ（2023年4月21日、KADOKAWA / スターサンズ）- 片山優 役[139]
- 春に散る（2023年8月25日、ギャガ） - 黒木翔吾 役[注釈 10][140][141]
- パレード（2024年2月29日、Netflix） - 勝利 役[142]
- MIRRORLIAR FILMS Season5『MIMI』（2024年5月31日） - 主演[143][144]
- 正体（2024年11月29日、松竹） - 鏑木慶一 役[145]
- 片思い世界（2025年4月4日、東京テアトル / リトルモア） - 高杉典真 役[146]
- 国宝（2025年6月6日、東宝） - 大垣俊介 役[147]
- 汝、星のごとく（2026年公開予定、東宝） - 青埜櫂 役[注釈 11][148]

### オリジナルビデオ
- 行って帰ってきた烈車戦隊トッキュウジャー 夢の超トッキュウ7号（2015年） - ヒカリ / トッキュウ4号 役

### ミュージックビデオ
- BREAKERZ「CLIMBER×CLIMBER」（2011年）
- ZONE「treasure of the heart 〜キミとボクの奇跡〜」（2012年）[163]
- 遊助「檸檬」（2013年）[164]
- Fo'xTails「Innocent Graffiti」（2015年）
- NMB48「フェリー」（2016年）
- GReeeeN「約束 × No title」（2019年）
- みゆはん「恋人失格」（2019年）[165]
- amazarashi「未来になれなかったあの夜に」（2019年）[166]
- GENERATIONS from EXILE TRIBE「You & I」（2020年）
- yama「くびったけ」（2022年）[167]
- yama「Lost」Special Music Video（2022年）
- amazarashi「スワイプ」（2023年）[168]
- AI「Life Goes On」（2023年）[169]
- ヨルシカ「太陽」Special MV（2024年）
- iri「Faster than me」Special MV（2024年）

### バラエティ・情報番組
- 究極の男は誰だ!?最強スポーツ男子頂上決戦（2014年 - 2016年、TBSテレビ） - 大会出場者
  - 第4回（2014年12月23日）総合第11位
  - 第5回（2015年12月23日）総合第11位
  - 第6回（2016年10月10日）総合第5位
- 痛快TV スカッとジャパン（2015年 - 2018年、フジテレビ） - ショートドラマ出演者
  - スカッとする話「試すオンナ」（2015年7月20日） - 高嶋健太 役
  - スカッとする話「俺を怒らせるなよ」（2015年9月7日）
  - 胸キュンスカッと「恋だと気づいた卒業式」（2016年3月21日） - 真田龍一 役[170]
  - FNS27時間テレビ 番組対抗 スカッとジャパン国民投票フェス - 胸キュンスカッと生放送SP「夏祭りは大好きな人と…」（2016年7月24日） - 竹下俊 役[171]
  - 胸キュンスカッと「素直になれない文化祭」（2016年11月21日） - 北村裕二 役
  - 女が嫌いな女撃退スカッと「チヤホヤされたがる女」（2017年2月6日） - 太田義正 役
  - 胸キュンスカッと「恋の借り物競争」（2017年6月12日） - 桜井祐樹 役
  - 胸キュンスカッと「西郷隆盛 甘く切ないプロポーズ」（2018年1月1日） - 西郷隆盛 役
  - 神店員スカッと「離乳食を温めてもらった時…」「飲み放題の迷惑客に…」（2018年3月19日） - 八神聖斗/藤沢卓弥 役
  - 神店員スカッと「花を買うお金が足りなくて…」（2018年7月2日） - 神条伸也 役
  - 神店員スカッと「おもちゃの修理を断られ…」（2018年9月24日） - 神瀬信吾 役
- LIFE!〜人生に捧げるコント〜（2017年6月16日・9月18日、NHK総合） - コント出演者[172][173]
- ZIP!（2019年6月7日 - 6月28日、日本テレビ系列） - 2019年6月度月替わり金曜パーソナリティー[174]
- クリエイターズ・ファイルGOLD（2021年6月3日、Netflix） - 第1話「伝説のホテルマン・折尾豊×俳優・横浜流星」[175]
- NHKスペシャル「新ジャポニズム」ナビゲーター[176]
  - 第1集 MANGA わたしを解き放つ物語（2025年1月15日）
  - 第2集 J-POP“ボカロ”が世界を満たす（2025年3月16日）
  - 第3集 FOOD 日本食が“世界化”する（2025年3月23日）
  - 第4集 DESIGN 世界を魅惑する“和”の魔法（2025年3月30日）

### 音楽特別番組
- 第75回NHK紅白歌合戦（2024年12月31日、NHK総合・NHKラジオ第1） - ゲスト審査員[177]

### ラジオドラマ
- 昨日の海は（2016年1月11日 - 22日、NHK-FM） - 光介 役[178]

### CM
※契約期間中のは太字で表記。
- 栄光ゼミナール「中学部/高校受験コース篇」（2011年 - 2013年）
- クラシエフーズ「メントス」（2015年）[179]
- 大東建託「いい部屋ネット」（2019年）
  - 「ボクのいい部屋、見つけた!」篇[180]
  - 「ボクのいい部屋、いい暮らし。」篇（WEB動画）[181][182]
- ABC-MART（2019年 - 2021年）
  - 「CONVERSE ALL STAR LOGOTAPE COLLECTION」（2019年）[183]
  - 「CONVERSE ALL STAR LEOPARD SERIES」（2019年）[184][185]
  - 「CONVERSE MILITARY GOLD SERIES」（2019年・広告）[186]
  - 「PUMA CAT LO」（2020年・広告）[187]
  - 「PUMA H.ST.RUNNER」（2020年）[188]
  - 「CONVERSE HOLOGRAM SERIES」（2020年）[189]
  - 「PUMA CLASSIC SERIES」（2020年 - 2021年・広告）[190]
- 資生堂「recipist（レシピスト）」（2019年） - りゅうくん 役[191]
  - 「一緒にスキンケア」篇（2019年）[192]
- Y!mobile（2019年 - 2021年）　芦田愛菜、出川哲朗、Matt、真矢ミキ、吉岡里帆と共演
  - おトクなる一族「執事」篇[193]・「マジック」篇[194]（2019年） - 執事 役
  - 「雨と、わたしと、完璧すぎるワイモバ店員」（2019年・WEB動画） - 店員 役
  - ワイモバ学園「親子 de ダンス」篇[195]（2019年） - 生徒会長 役
  - ワイモバ学園「親子 de 学園祭」篇[196]・「親子 de ライブ」篇[197]（2020年）
  - 「スマホそのままSIM替えトク!?」[198][199]（2020年 - 2021年） - 店長 役
  - 「Y!でいいのだ」篇[200]・「親子 de いいのだ!」篇[201]（2020年）
- 森永製菓「DARS」（2019年 - 2021年）
  - くちどけ実況「横浜流星×IKKO」「横浜流星×たんぽぽ」「横浜流星×ジョンカビラ」「横浜流星×梶裕貴」篇（2019年）[202]
  - くちどけ実況「横浜流星 心の声ver」篇（2020年）
  - 「目を閉じて」篇・「目を閉じて ダースの日」篇・WEB動画「EAT WITH RYUSEI」（2020年）[203]
- リクルート「カーセンサー」（2020年）
  - 「いいかも!」「たしかに!」「こんなのどう?」篇[204]
- ポッカサッポロフード&ビバレッジ「じっくりコトコト」（2020年 - 2021年）
  - 冷製缶スープ「スープにしとこう」（2020年・広告）[205][206]
  - こんがりパン「あなた想いのスープ屋さん」篇（2020年）[207]
  - 缶シリーズ「スープ休憩いただきます」（2020年・広告）[208]
  - 冷製缶スープ「間食イノベーション」篇・冷製こんがりパン（2021年）[209][210]
  - じっくりコトコト「25th anniversary」（2021年・広告）[211]
- 第一三共ヘルスケア（2020年 - ）
  - 「プレコール」
    - 「闘い続ける」篇（2020年）[212]
    - 「無理しないで」篇（2021年）[213]

  - 「エージーアレルカット」
    - 「花粉をカット」篇（2024年）[214]
- マルハニチロ（2021年 - ）
  - 新中華街®シリーズ
    - 『五目シュウマイ 香りと旨み』「あなたのために」篇（2021年）[215]
    - 『横浜あんかけラーメン』「こだわりが、見えてきた」篇（2021年）[216]
    - 『五目あんかけ焼そば』「知らなかったじゃ、もったいない」篇（2022年）[217]
    - 『横浜あんかけラーメン』「うまさ絶頂売上No.1」篇（2024年）[218]
    - 『五目あんかけ焼そば』「うまさ絶頂売上No.1」篇（2024年）[218]

  - WILDishシリーズ「オレらのために」篇（2021年）[215]
- イマジニア「Nintendo Switch™ソフト『Fit Boxing 2 - リズム&エクササイズ -』」（2021年 - ）
  - 「横浜流星×鬼モード」篇（2021年）[219]
  - 「いまどきおうちでエクササイズ」篇（2021年）[220]
  - 「横浜流星×鬼モード」篇（2021 - 2022年）[221]
  - 「いまどきおうちでエクササイズ」篇（2021 - 2022年）[221]
- 日鉄興和不動産「LIVIO」（2022年 - ）
  - 「人生が動き出す」篇（2022年）[222]
  - 「在宅ワークあるある」篇（2022年）
  - 「見えるか、未来」篇（2023年）[223]
  - 「海か森か」篇（2024年）[224]
  - 「LIVIO owner's emotion / 苦手だった朝」篇（2024年）[225]
  - 「LIVIO owner's emotion / 旧友との新しい時間」篇（2024年）
  - 「LIVIO owner's emotion / 夕日を眺める」篇（2024年）
- 富士フイルム「INSTAX」（2022年 - ）広瀬すずと共演
  - INSTAX mini Link 2「ワクワクがリンクする。」篇（2022年）[226][227]
  - INSTAX "チェキ"「ワクワククリスマス」篇（2022年）[228]
  - INSTAX SQUARE Link「お正月を写そう♪2023 チェキ・村神様と初詣」編（2022年12月29日 - 2023年） - 村上宗隆と共演[229]
  - INSTAX SQUARE Link「ワクワクがリンクする。」篇（2023年）[230]
  - INSTAX Pal™「ワクワクがリンクする。INSTAX Pal™」篇（2023年）[231]
  - INSTAX Pal™「クリスマスプレゼントにチェキ！」篇（2023年）[232]
  - INSTAX Pal™「お正月を写そう♪ 2024 チェキ・お正月も対局」篇（2023年） - 藤井聡太、羽生善治と共演[233]
  - INSTAX mini Link 3「ワクワクがリンクする。」篇（2024年）[234]
  - instax WIDE 400™・instax Link WIDE™「お正月を写そう♪ 2025 ワイドなチェキ™ ワイドな活躍」篇（2024年12月28日 - ） - 北口榛花、竹田麗央と共演[235]
- HOYA（2023年）
  - hoyaONE「hoyaONE ヌーディー・レンズ」篇（2023年）[236][237]
- ライオン「NANOX one」（2023年 - ）
  - 「洗濯プロフェッサー/機能」篇（2023年）今田美桜・小池栄子と共演[238]
  - 「洗濯プロフェッサー/便益」篇（2023年）今田美桜・小池栄子と共演
  - 「幸せは多い方が良い」篇（2024年）
- 湖池屋「PURE POTATO」（2023年 - ）
  - 「ピュアポテト この男、ピュアにつき。」篇（2023年）[239] 光石研と共演
  - 「ピュアポテト この男、ピュアにつき。もっと熱く」篇（2024年）[240]
  - 「ピュアポテト この男、ピュアにつき。分厚く生きる」篇（2024年）[240]
  - 「ピュアポテト この男、ピュアにつき。」篇（2024年）[240]
  - 「ピュアポテト 止まらない国産芋100%」篇（2025年）[241]
- ハイセンスジャパン（2024年 - ）[242]
  - テレビ「my new life」篇（2024年）
  - Hi My New Life/冷蔵庫篇（2025年）
  - Hi My New Life/生活家電総合篇（2025年）
  - Hi My New Life/エアコン篇（2025年）
- イオンフィナンシャルサービス「イオンカード」（2024年 - ）
  - 「イオンカード ポイント2倍」篇（2024年）山田孝之、櫻坂46と共演[243]
  - 「無料でイオンゴールドカードだよ」篇（2024年）山田孝之、早見あかり、櫻坂46森田ひかると共演
  - 「AEON Payにしちゃいなよ」篇（2024年）山田孝之、早見あかり、櫻坂46森田ひかると共演
  - 「クイズAEON MANIA」篇（2024年）山田孝之、仲野太賀と共演
  - 「AEON Pay ヒーロー」篇（2025年）山田孝之と共演
  - 「イオンカード 新生活」篇（2025年）山田孝之と共演
  - 「夜明け」篇・「知らない先輩知ってる後輩」篇・「信じる後輩」篇・「それでも信じる後輩」篇（2025年）山田孝之と共演[244]
- アサヒ飲料「三ツ矢サイダー」（2024年）
  - 「一緒なら、もっと楽しい！」篇（2024年）[245]
  - 「好きですね〜」篇（2024年）[246]

### 広告・モデル・その他
- ベネッセコーポレーション 新高校生会員配布用DVD（2012年）
- 尾崎商事「カンコースポーツウェア」カタログ・広告モデル（2012年）
- 静岡学園中学校・高等学校 広告モデル（2012年 - 2013年）
- バンタンデザインハイスクール 広告キャラクター（2013年 - 2014年）[247]
- ヤマハ発動機「ヤマハ・PAS 通学モデル」イメージキャラクター（2015年）[248]
- WEGO カタログモデル（2016年）[249][250][251]
- NYLON JAPAN（2017年 - 2018年）
  - NYLON×THE BODY SHOP「ティーツリーシリーズ」スペシャルムービー（2017年）[252]
  - NYLON「365 ANNIVERSARY」2018.3.1～2018.3.31 モデル（2018年）[253][254]
- ELLE JAPON×４℃「Bright Snowingコレクション」スペシャルムービー（2019年）[255]
- NARS Cosmetics Japan（2020年 - 2021年）
  - NARS「ZENコレクション」キービジュアル（2020年）[256]
  - NARS「ライトリフレクティング ファーミングセラム」モデル（2020年）[257]
  - NARS「HOLIDAY 2020 COLLECTION」モデル（2020年）[258]
  - NARS「ピュアラディアント プロテクション アクアティックグロー クッション ファンデーション」「ナチュラル ラディアント ロングウェア クッション ファンデーション」キービジュアル（2021年）[259]
- 森永製菓「パリパリサンド」イメージキャラクター（2020年 - 2021年）
  - WEB動画「パリパリも、しっとりも、どっちも」篇[260]
- ディオール（DIOR）ファッション ジャパンアンバサダー（2020年 - ）[261]
  - DIOR「サマー 2020 メンズ コレクション」モデル（2020年）[262]
  - 「ディオール、パリから日本へ」展（2020年3月1日 - 22日、阪急うめだ本店 9F） - オーディオガイド[263]
  - DIOR「ウィンター 2020-2021 メンズ コレクション」モデル（2020年）[264][265]
  - DIOR「フォール 2021 メンズ コレクション」モデル（2020年）[266][267]
  - DIOR「サマー 2022 メンズ コレクション」モデル（2021年）[268]
  - DIOR「ウィンター 2021-2022 メンズ コレクション」モデル（2021年）[269]
  - DIOR×sacaiメンズカプセルコレクション「ディオール アンド サカイ」モデル（2021年）[270]
  - DIOR「サマー 2023 メンズコレクション」（2022年）[271]
  - 「クリスチャン・ディオール、夢のクチュリエ」展（2022年12月21日 - 2023年5月28日、東京都現代美術館）[272]
  - DIOR×Denim Tears メンズカプセルコレクション「DIOR TEARS」モデル（2023年）[273][274]
  - ハウス オブ ディオール ギンザ　１周年スペシャルインタビュー（2023年）[275]
  - 「ディオールホリデーポップアップ」オープニングプレビューイベントゲスト（2023年）[276]
  - Dior Men's Winter 2024-2025 collection（2024年）[277]
  - Dior Spring-Summer 2025 collection（2024年）[278]
  - 「ディオール メン テーラリング」[279][280]
  - 「L’Age Dior(ディオールの時代)」ポッドキャスト[281]
- 集英社文庫「ナツイチ2022」キャンペーンキャラクター（2022年）[282][283]
- イマジニア「Nintendo Switch™ソフト『Fit Boxing 2 - リズム＆エクササイズ -』」
  - 「なりたい自分に、なる」キャンペーン キャラクター（2022年）[284]
- シュウ ウエムラ ジャパンブランドアンバサダー（2023年 - 2024年）
  - 「クロマティックス クワッド」（2023年）[285]
  - 「アーリーオータム コレクション」（2023年）[286]
  - 「アルティム８∞ スブリム ビューティ クレンジング オイルn」（2023年）[287]
  - 「アンリミテッドルーティーン」（2024年）[288]
  - 「ブラック クレンジング オイル」（2024年）[289]
  - 「アイスカルプト」（2024年）[290]
  - 「アンリミテッド ケア ツヤ セラム ファンデーション」（2024年）[291]

## 受賞歴
2019年
- 第100回ザテレビジョンドラマアカデミー賞 助演男優賞（『初めて恋をした日に読む話』）
- 東京ドラマアウォード2019 助演男優賞（『初めて恋をした日に読む話』）
- TVstation ドラマ大賞2019 助演男優賞（『初めて恋をした日に読む話』）
- TV LIFE 第29回年間ドラマ大賞2019 新人賞（『初めて恋をした日に読む話』）
- 日経トレンディ「2019年 今年の顔」
- 2019 第32回小学館DIMEトレンド大賞 「ベストキャラクター賞」
- GQ JAPAN「GQ MEN OF THE YEAR 2019」「ニュー・ジェネレーション・アクター・オブ・ザ・イヤー賞」
- Yahoo!検索大賞2019「大賞」「俳優部門賞」
- ORICON NEWS 2019年上半期 ブレイク俳優ランキング 第1位
- ORICON NEWS 2019年 ブレイク俳優ランキング 第1位
- マイナビティーンズ 2019年上半期 ティーンが選ぶトレンドランキング 〈ヒト篇〉 第1位
- マイナビティーンズ 2019年 ティーンが選ぶトレンドランキング 〈ヒト篇〉 第1位
- 2019年TV−CM急上昇タレントランキング 第1位
- MOREエンタメアワード2019「ライジングスター賞」
- andGIRL「流行大賞」企画「イケメン大賞」第1位

2020年
- 第43回日本アカデミー賞 新人俳優賞（『愛唄-約束のナクヒト-』『チア男子!!』『いなくなれ、群青』）
- 日本映画テレビプロデューサー協会 2020年エランドール賞 新人賞（TVガイド賞）
- 第15回ソウルドラマアワード「アジアスター賞」（Seoul International Drama Awards 2020 Asian Star Prize）
- エル シネマアワード2020「エル メン賞」（『きみの瞳が問いかけている』）
- LINE NEWS AWARDS 2020「話題の人」俳優部門
- 全国きもの街づくり協議会「きものベストドレッサー賞2020」男性部門
- Popteen 2020年「令和最初のJKなんでも流行大賞」ハマった男性芸能人ランキング 第1位

2021年
- 日本ジュエリー協会「第32回日本ジュエリーベストドレッサー賞」男性部門

2022年
- 第14回TAMA映画賞 最優秀新進男優賞（『流浪の月』『アキラとあきら』『嘘喰い』『あなたの番です 劇場版』『DIVOC-12「名もなき一篇・アンナ」』）
- 釜山国際映画祭 第4回アジアコンテンツアワード ニューカマー賞（Netflixドラマ『新聞記者』）
- 第47回報知映画賞 助演男優賞（『流浪の月』）

2023年
- 第46回日本アカデミー賞 優秀助演男優賞（『流浪の月』）
- 第48回報知映画賞 主演男優賞（『ヴィレッジ』『春に散る』）

2024年
- 第49回報知映画賞 主演男優賞(『正体』）

2025年
- 第79回毎日映画コンクール 主演俳優賞（『正体』）
- 第48回日本アカデミー賞 最優秀主演男優賞（『正体』）

## 映像・音楽作品

### シングル
|        | 発売日         | タイトル                                           | 規格品番   | 規格品番   | オリコン 最高位 |
| 通常盤 | 発売日         | タイトル                                           | 初回限定盤 |            | オリコン 最高位 |
| ------ | -------------- | -------------------------------------------------- | ---------- | ---------- | --------------- |
| 1st    | 2018年10月10日 | 今日もいい天気 feat.Rover(ベリーグッドマン)/未完成 | TYCT-30080 | TYCT-39088 | 31位            |

グリーンボーイズとしてのシングルについては「キセキ -あの日のソビト-」を参照。

### DVD
- 横浜流星1st DVD「R」（2014年11月7日、東映ビデオ、DSTD-03764）[326][327]

## 書籍

### 写真集
- 横浜流星ファースト写真集「innocent」（2014年10月23日、東京ニュース通信社、撮影・杉山義明、ISBN 978-4-86336-434-9）[328]
- 横浜流星写真集「流麗」（2019年3月12日、KADOKAWA、撮影・TOWA、ISBN 978-4-04-896371-8）[27]
- 横浜流星メモリアル写真集「流跡」（2021年9月16日、KADOKAWA、撮影・TOWA、ISBN 978-4-04-897083-9）[329]

### 単行本
- 横浜流星パーソナルブック「流々自適」（2021年9月16日、KADOKAWA、撮影・TOWA、ISBN 978-4-04-897084-6）[329]

### カレンダー
- 横浜流星カレンダー2015（2014年10月22日、ハゴロモ、撮影・杉山義明、JAN 4900459511101）
- 横浜流星カレンダー2016（2015年10月29日、東京ニュース通信社、撮影・荒木勇人、ISBN 978-4-86336-495-0）[330]
- 横浜流星カレンダー2017（2016年10月12日、東京ニュース通信社、撮影・荒木勇人、ISBN 978-4-86336-585-8）[331]
- 横浜流星カレンダー2018（2017年10月18日、東京ニュース通信社、撮影・大鶴円、ISBN 978-4-86336-696-1）[332]
- 横浜流星カレンダー2019（2018年10月30日、KADOKAWA、撮影・TOWA、ISBN 978-4-04-896372-5）[333]
- 横浜流星カレンダー2020（2019年9月13日、KADOKAWA、撮影・TOWA、ISBN 978-4-04-896582-8）[334]
- 横浜流星カレンダー2021（2020年12月21日、SDP、撮影・Maciej Kucia、ISBN 978-4-906953-94-3）[335]
- 横浜流星カレンダー2022（2021年12月10日、KADOKAWA、撮影・TOWA、ISBN 978-4-04-897115-7）[336]
- 横浜流星カレンダー2023（2022年11月18日、KADOKAWA、撮影・川上智之、ISBN 978-4-04-897513-1）[337]
- 横浜流星カレンダー2024（2023年12月4日、KADOKAWA、撮影・TOWA、ISBN 978-4-04-114266-0）[338]
- 横浜流星2025年カレンダー（2024年11月22日、KADOKAWA、撮影・TOWA、ISBN 978-4041148884）[339]

### 雑誌
- ニコ☆プチ（2010年 - 2011年、新潮社） - メンズモデル
- ニコラ (nicola)（2011年[8] - 2015年、新潮社） - メンズモデル・連載「流星カレシ」
- 月刊ザテレビジョン（2019年 - 2023年 、KADOKAWA） - 連載企画「流々自適」[340]
  - vol.1（2019年11月号）「料理」
  - vol.2（2019年12月号）「座禅」
  - vol.3（2020年1月号）「古着屋さんでショッピング」
  - vol.4（2020年2月号）「浅草散歩」
  - vol.5（2020年3月号）「筋トレ」
  - vol.6（2020年4月号）「DIY」
  - vol.7（2020年5月号）「DINNER」
  - vol.8（2020年6月号）「占い」
  - vol.9（2020年7月号）「ROLAND対談」
  - vol.10（2020年8月号）「殺陣」
  - vol.11（2020年9月号）「和菓子作り」
  - vol.12（2020年10月号）「猫カフェ」
  - vol.13（2020年11月号）「1周年記念Q&A」
  - vol.14（2020年12月号）「韓国料理」
  - vol.15（2021年1月号）「ギター」
  - vol.16（2021年2月号）「キラくん」
  - vol.17（2021年3月号）「生け花」
  - vol.18（2021年4月号）「カーヴィカフェ」
  - vol.19（2021年5月号）「ドライブ」
  - vol.20（2021年6月号）「スパイス料理」
  - vol.21（2021年7月号）「いちご狩り」
  - vol.22（2021年8月号）「ヘッドスパ」
  - vol.23（2021年9月号）「ペインティング」
  - vol.24（2021年10月号)「Tシャツづくり」
  - vol.25（2021年11月号）「流跡＆流々自適発売SP」
  - vol.26（2021年12月号）「乗馬」
  - vol.27（2022年1月号）「キックボクシング」
  - vol.28（2022年2月号）「DCU」
  - vol.29（2022年3月号）「カジノ」
  - vol.30（2022年4月号）「アーチェリー」
  - vol.31（2022年5月号）「フェネック」
  - vol.32（2022年6月号）「釣り堀」
  - vol.33（2022年7月号）「メガネ作り」
  - vol.34（2022年8月号）「屋形船」
  - vol.35（2022年9月号）「パリ」
  - vol.36（2022年10月号）「BBQ」
  - vol.37（2022年11月号）「琉球ガラス作り」
  - vol.38（2022年12月号）「日本科学未来館へGO」
  - vol.39（2023年1月号）「水族館」
  - vol.40（2023年2月号）「キャンドル」
  - vol.41（2023年3月号）「レコード」
  - vol.42（2023年4月号）「コーヒー」
  - vol.43（2023年5月号・最終回）「観葉植物」

### ムック
- 別冊カドカワ Scene 01（2019年7月2日、KADOKAWA、ISBN 978-4-04-896578-1） - 横浜流星30ページ特集[341]

### カバーモデル
- エンジェル文庫「フラれた女とフラれた男が出逢ったら。」（著：柚木あい、2014年6月25日、小学館、ISBN 978-4-09-455012-2）[342]
- ピンキー文庫「駅彼 Very berry -初めての好きに、気づく季節-」（著：くらゆいあゆ、2015年1月23日、集英社、ISBN 978-4-08-660136-8）[343]
- 「バカヤンキーでも死ぬ気でやれば世界の名門大学で戦える。」（著：鈴木琢也、2015年10月5日、ポプラ社、ISBN 978-4-591-14697-2）[344]

### 小説
- 岩谷翔吾「選択」 - 原案（2024年10月10日、幻冬舎）[345]

## 写真展
- 横浜流星2020年カレンダー パネル展[346]（2019年9月13日 - 19日、タワーレコード渋谷店 / 9月13日 - 22日、タワーレコード新宿店・埼玉イオンレイクタウン店・梅田大阪マルビル店・福岡パルコ店 / 9月13日 - 15日、大丸神戸店9F）
- 横浜流星カレンダー2021 発売記念写真展「RYUSEI YOKOHAMA Photo Exhibition」[347]（2020年12月24日 - 2021年1月11日、渋谷パルコ GALLERY X / 2020年12月29日 - 2021年2月1日、オンライン / 2021年1月15日 - 2月1日、大阪心斎橋161 2F / 3⽉13⽇ - 4⽉4⽇、名古屋パルコ西館3F & オンライン）
- 『流跡』『流々自適』発売記念写真展「Ryusei Yokohama 10th Memorial Photo exhibition」[348]（2021年9月16日 - 9月29日、SHIBUYA TSUTAYA / 10月4日 - 10月17日、TSUTAYA EBISUBASHI / 10月4日 - 10月31日、オンライン）

## イベント
FCイベント
- 横浜流星バースデーイベント 1st（2022年9月19日、パシフィコ横浜）
- 横浜流星バースデーイベント 2nd（2023年9月18日、東京ドームシティホール）
- 横浜流星バースデーイベント 3rd（2024年9月14日、Line Cube Shibuya）
- 横浜流星バースデーイベント 4th（2025年9月15日開催予定、横浜BUNTAI）

配信イベント
- 横浜流星アーティストデビュー記念 インスタライブ 横浜流星×Spotify×NYLON（2018年6月25日）
- ダースの日 スペシャルイベント「EAT WITH EVERYONE」（2020年12月12日）

発売記念イベント
- 写真集「innocent」発売記念イベント（2014年10月25日 - 26日、三省堂書店神保町本店）
- ファーストDVD「R」発売記念イベント（2014年11月15日、アニメイト横浜店）
- 2016年カレンダー 発売記念イベント（2015年11月8日、パルコブックセンター渋谷店）
- 2017年カレンダー 発売記念イベント（2016年10月23日、SHIBUYA TSUTAYA）
- 2018年カレンダー 発売記念イベント（2017年12月2日、HMV&BOOKS SHIBUYA）
- 「今日もいい天気 / 未完成」発売記念イベント（2018年10月10日、サンシャインシティ噴水広場）
- 「今日もいい天気 / 未完成」発売記念イベント（2018年10月13日、大阪くずはモール 南館ヒカリノモール1F）
- 2019年カレンダー 発売記念イベント（2018年11月11日、SHIBUYA TSUTAYA）
- 写真集「流麗」発売記念イベント（2019年3月17日、HMV&BOOKS SHIBUYA）
- 写真集「流麗」発売前重版記念イベント（2019年3月22日、HMV&BOOKS 心斎橋）
- 写真集「流麗」重版記念イベント（2019年4月29日、HMV&BOOKS SHIBUYA）
- 2020年カレンダー 発売記念イベント（2019年9月15日、タワーレコード渋谷店）
- 2024年カレンダー お渡し会（2012年12月25日）

ファッションイベント
- nicola 東京開放日2014（2014年3月27日、東京ファッションタウンビル TFTホール）
- a-nation & GirlsAward island collection BY nicola（2014年8月16日、国立代々木競技場第一体育館）
- nicola 東京開放日2015（2015年3月26日、東京ファッションタウンビル TFTホール）※リュウセイⓚ卒業式
- Seventeen 夏の学園祭2016（2016年8月23日、パシフィコ横浜）
- Seventeen 夏の学園祭2017（2017年8月24日、パシフィコ横浜）
- 第29回東京ガールズコレクション 2019 AUTUMN/WINTER（2019年9月7日、さいたまスーパーアリーナ）
- 第35回 マイナビ 東京ガールズコレクション 2022 AUTUMN/WINTER（2022年9月3日、さいたまスーパーアリーナ）

学園祭トークショー
- 拓殖大学 国際フェスティバル（2018年7月1日）
- 長野大学 りんどう祭（2018年10月20日）
- 共愛学園前橋国際大学 シャロン祭 / FMぐんま ラジオ生放送（2018年10月21日）
- 女子美術大学 女子美祭（2018年10月27日）
- 新潟青陵大学 学園祭（2018年10月28日）
- 専修大学 鳳祭 / 実践女子大学 常磐祭前夜祭（2018年11月2日）
- 兵庫県立大学 商大祭（2018年11月3日）
- 十文字学園女子大学 桐華祭 / 大妻女子大学 千代田キャンパス大妻祭（2019年10月27日）

EBiDANライブ
- EBiDAN THE LIVE アフタースクールvol.1（2010年11月22日、LIVE GATE）
- EBiDAN THE LIVE アフタースクールvol.3（2011年7月17日、ミューズ音楽院本館ライヴスタジオ）
- EBiDAN THE STREET LIVE（2011年8月13日、YMスクウェア原宿）
- EBiDANクリスマス！ワンマンSHOW / EBiDAN紅白だ!年忘れだ!ワンマンSHOW（2011年12月25日、ラフォーレミュージアム原宿）

その他
- YAMAHA PAS トークショー（2015年3月21日、イオンモール幕張新都心）
- ちゃおサマーフェスティバル2015（2015年8月16日、パシフィコ横浜）
- 横浜流星と語る世界のロマンティックショートフィルム（2015年12月19日、ブリリアショートショートシアター）
- 舞台「神様はじめました THE MUSICAL♪2016」（2016年1月19日、アイアシアタートーキョー）
- 舞台「瞑るおおかみ黒き鴨」アフタートーク（2016年9月6日、天王洲銀河劇場）
- 藤原まつり（2017年5月3日、岩手県平泉町）- 源義経公 役
- 映画「光と血」上映後トークイベント（2017年6月13日、新宿武蔵野館）
- 第18回ニッポンコネクション（2018年5月31日・6月2日、フランクフルト）
- 映画「榎田貿易堂」上映後トークイベント（2018年6月20日、新宿武蔵野館）
- RIZIN.26（2020年12月31日、さいたまスーパーアリーナ）
- RIZIN.33（2021年12月31日、さいたまスーパーアリーナ）
- 東博✕NHKスペシャルプロジェクト・イマーシブシアター「新ジャポニズム」ナビゲーター（2025年3月25日〜8月3日、東京国立博物館）